# Rebirth (Okui Maszami-album)
A Rebirth Okui Maszami kilencedik nagylemeze, mely 2004. február 4-én jelent meg a King Records kiadó jóvoltából. Ez az első teljes értékű rock albuma az énekesnőnek, itt alapozta meg a mai sajátságos stílusát, mely a mai napig meghatározza a dalait.

## Dalok listája
1. Introduction 4:39
2. Poison 4:35
3. Second Impact 3:56
4. I Lost 4:18
5. Innocence 3:04
6. Sinkai (Rebirth) (深海 ～ReBirth～?) 5:06
7. Triangle+Alpha 4:20
8. Message (L.A. Version) 4:50
9. Bókensa (冒険者?) 4:29
10. Hókago no Tensi (放課後の天使?) 4:07
11. Pandra (gendai sinva) (PANDRA ～現代神話～?) 4:36
12. Earth 5:49

## Az albumból készült kislemezek
- Second Impact (2003. november 27.)